# Werben (Sajonia-Anhalt)
Werben es un municipio situado en el distrito de Stendal, en el estado federado de Sajonia-Anhalt (Alemania), a una altitud de 28 metros. Su población a finales de 2015 era de unos 1140 habitantes y su densidad poblacional, 21 hab/km². Werben es una de las ciudades más pequeñas de Alemania.

## Historia

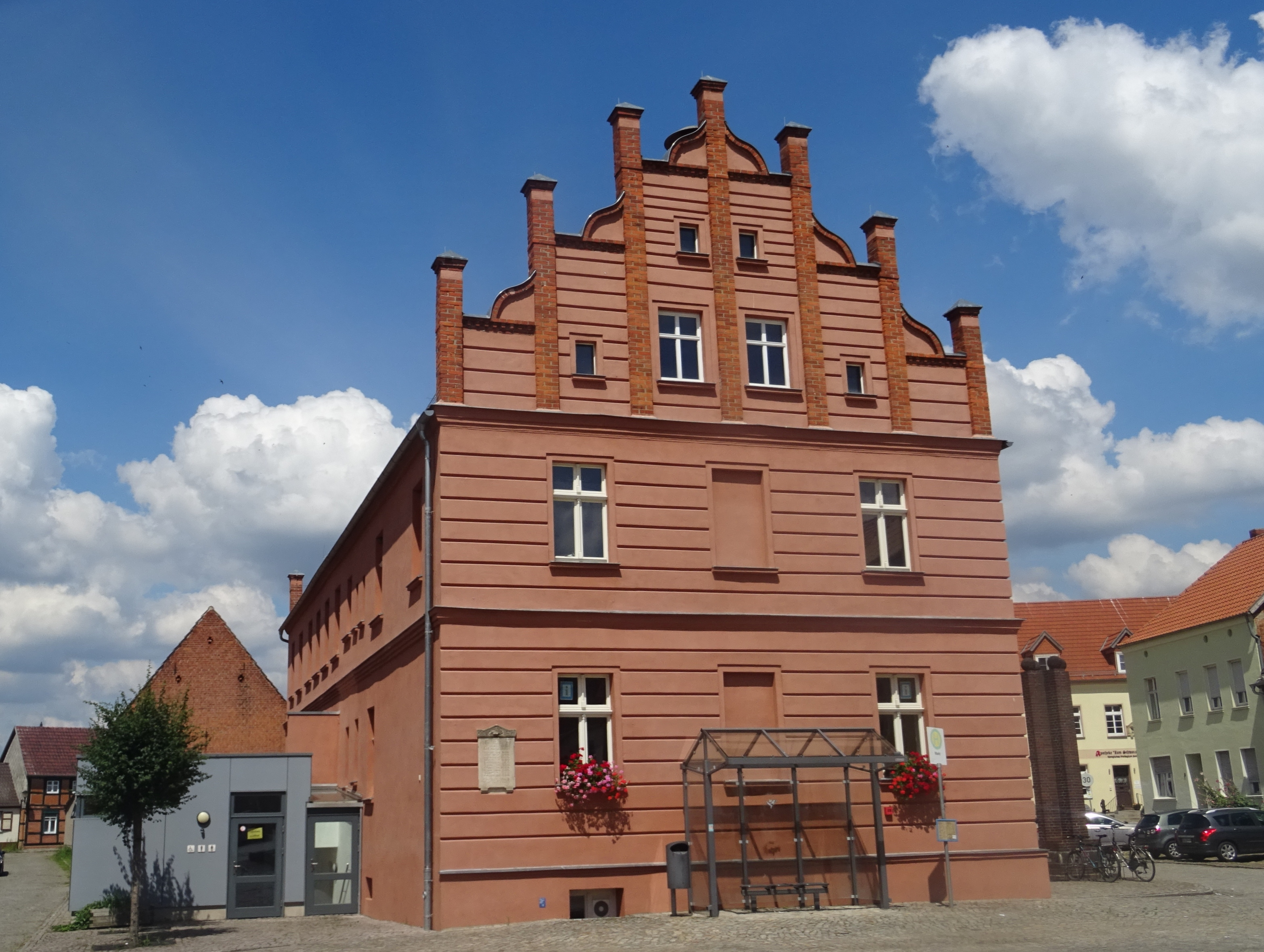
Ayuntamiento

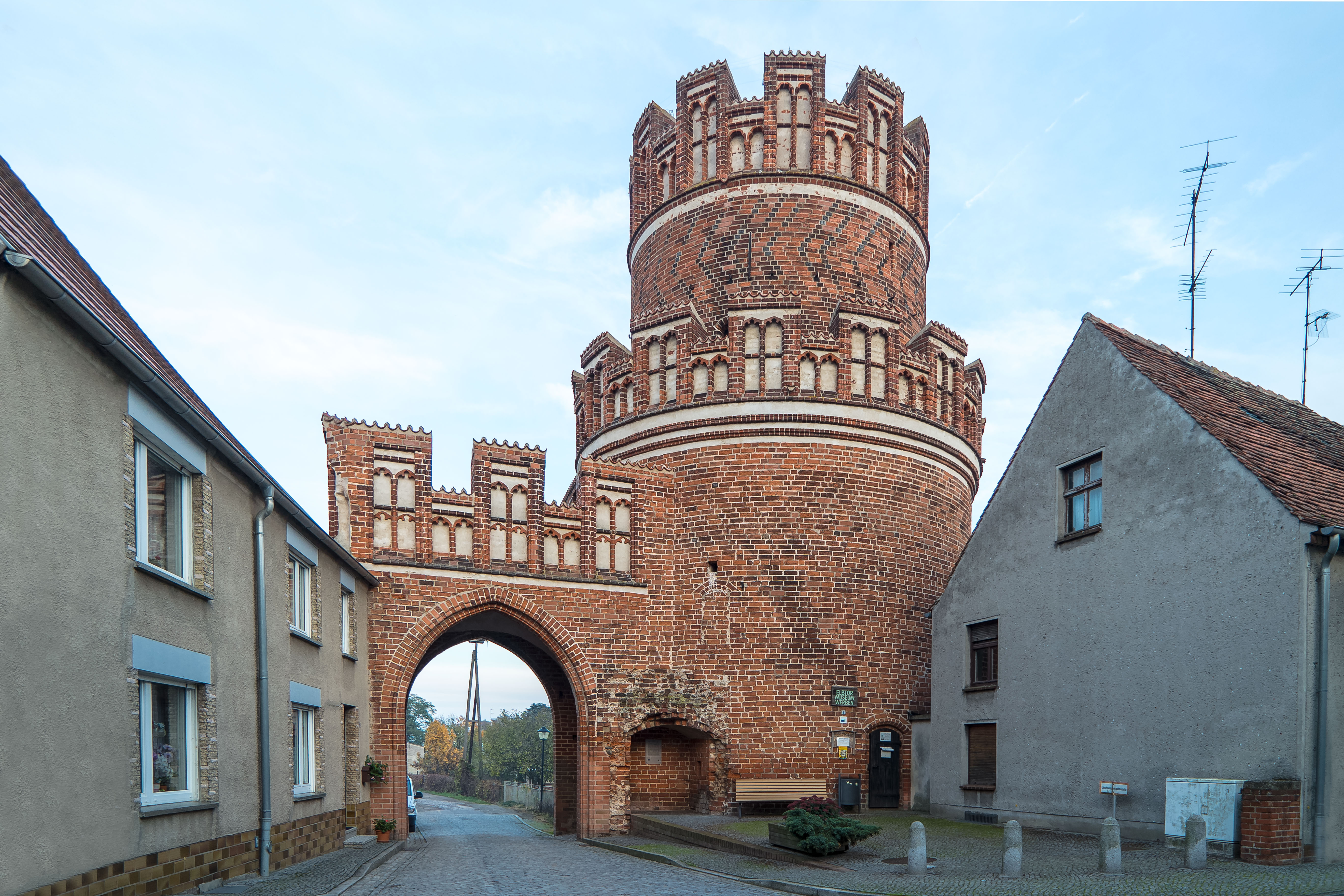
Puerta Elbtor

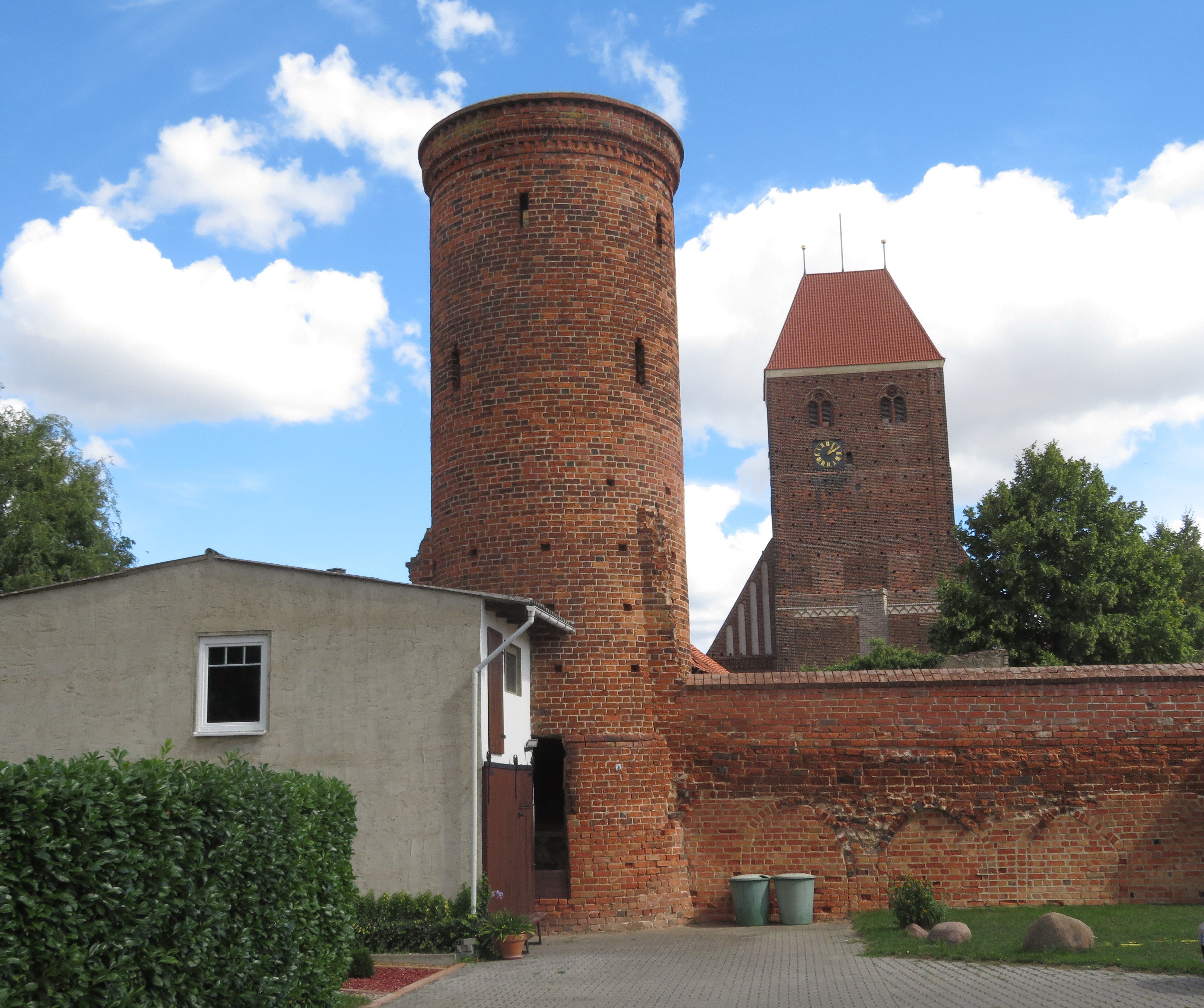
Muralla medieval con torre defensiva y la iglesia St. Johannis

El documento más antiguo que menciona Werben fue redactado en 1005. El título y los privilegios de una "ciudad" fueron otorgados en 1151 durante el reinado del margrave Albrecht der Bär (1134-1170) quien invitó inmigrantes holandeses a asentarse en la región de Werben. Los holandeses construyeron canales y un dique para proteger la ciudad contra las inundaciones del río Elba. En 1353 Werben fue un miembro de la Liga hanseática. Durante la Guerra de los Treinta  Años la ciudad de Werben fue conquistada por los suecos bajo Gustavo II Adolfo de Suecia en 1631. En 1641, sin embargo, Werben sufrió grandes devastacioness cuando fue reconquistada y saqueada la ciudad y muchos habitantes la quitaron. En el siglo XIX Werben experimentó un nuevo auge económico durante la época de Biedermeier. Fueron construidos varios edificios en ese estilo. En 2008 Werben fue un miembro de la Nueva Hansa.

## Lugares de interés
Werben cuenta con varios edificios históricos. En el centro se ubican varias casas con entramado de madera. El Ayuntamiento fue construido en un estilo clasicista, inaugurado en 1793 y ampliado en 1908. Asimismo merece ser mencionada la gótica capilla Heilig-Geist-Kapelle construida en 1313. Dado que fue transformada en un almacén de sal en el siglo XV muchos la llaman Iglesia del sal. Hoy sirve de sala para conciertos y exposiciones. La puerta Elbtor (Puerta del río Elba) construida entre 1464 - 1470 y renovada en 1998 es un relicto de la muralla medieval de la cual una parte está conservada con la antigua torre de defensa Hungerturm. La iglesia St. Johannis fue construida en un estilo gótico tardío y renovada en 1868. La iglesia abriga muchas obras de arte, p. ej. un púlpito de arenisca creado en 1602.